# Pomorsko dobro
Pomorsko dobro (engl. martime domaine) je kao opće dobro od interesa za Republiku Hrvatsku pod njenom osobitom zaštitom, a upotrebljava se ili koristi pod uvjetima i na način propisan Zakonom (Zakon o pomorskom dobru i morskim lukama, NN 158/03,100/04, 141/06). 
Čine ga unutarnje morske vode i teritorijalno more, njihovo dno i podzemlje, te dio kopna koji je po svojoj prirodi namijenjen općoj upotrebi ili je proglašen takvim, kao i sve što je tim dijelom kopna trajno spojeno na površini ili ispod nje, a to su: morska obala, morske luke, nasipi, sprudovi, hridi, grebeni, plaže, ušća rijeka koje se izlijevaju u more, kanali spojeni s morem, a u moru i morskom podzemlju živa i neživa prirodna bogatstva. 
Građevine i drugi objekti na pomorskom dobru koji su trajno povezani s pomorskim dobrom smatraju se pripadnošću pomorskog dobra.

## Upotreba pomorskog dobra
Upotreba pomorskog dobra može biti opća i posebna. 
Opća upotreba pomorskog dobra podrazumijeva da svatko ima pravo služiti se pomorskim dobrom sukladno njegovoj prirodi i namjeni. 
Posebna upotreba pomorskog dobra je svaka ona upotreba koja nije opća upotreba ni gospodarsko korištenje pomorskog dobra. 
Gospodarsko korištenje pomorskog dobra je korištenje pomorskog dobra za obavljanje gospodarskih djelatnosti, s ili bez korištenja postojećih građevina i drugih objekata na pomorskom dobru, te s ili bez gradnje novih građevina i drugih objekata na pomorskom dobru. 
Posebna upotreba pomorskog dobra smatra se:
1. gradnja na pomorskom dobru građevina za potrebe vjerskih zajednica, za obavljanje djelatnosti koja se ne obavlja radi stjecanja dobiti (npr. djelatnosti na području kulture, socijalne skrbi, odgoja i obrazovanja, znanosti, informiranja, sporta, zdravstva, humanitarnih djelatnosti i dr.)
2. gradnja na pomorskom dobru građevina i drugih objekata infrastrukture (npr. ceste, pruge, vodovodna, kanalizacijska, energetska, telefonska mreža i sl., građevine i drugi objekti za potrebe obrane, unutarnjih poslova, regulaciju rijeka i drugih sličnih infrastrukturnih objekata)

## Uprava nad pomorskim dobrom
Pomorskim dobrom upravlja, vodi brigu o zaštiti i odgovara Republika Hrvatska neposredno ili putem jedinica područne (regionalne) samouprave, odnosno jedinica lokalne samouprave. 
Upravljanje pomorskim dobrom podrazumijeva održavanje, unapređenje, brigu o zaštiti pomorskog dobra u općoj upotrebi te posebnu upotrebu ili gospodarsko korištenje pomorskog dobra na temelju koncesije ili koncesijskog odobrenja. 
O dijelu pomorskog dobra u općoj upotrebi koje se nalazi na njenom području, vodi brigu o zaštiti i održava jedinica lokalne samouprave.
Upravljanje pomorskim dobrom može biti redovno i izvanredno.
Jedinice lokalne samouprave (gradovi/općine) vode brigu o redovnom upravljanju pomorskim dobrom što obuhvaća brigu o zaštiti i održavanju pomorskog dobra u općoj upotrebi sukladno Godišnjem plana upravljanja pomorskim dobrom. 
Jedinice područne (regionalne) samouprave (županije) vode brigu o izvanrednom upravljanju pomorskim dobrom koje obuhvaća sanaciju pomorskog dobra izvan luka nastalu zbog izvanrednih događaja te izradu prijedloga granice pomorskog dobra i njezinu provedbu. 
Sredstva za upravljanje pomorskim dobrom čine:
1. sredstva od naknada za koncesiju (ugovoreni iznos se dijeli na trećine i uplaćuje u korist državnog proračuna, proračuna županije i proračuna grada ili proračuna općine)
2. sredstva od naknada za koncesijsko odobrenje (naknada je prihod proračuna gradova/općina),
3. sredstva od naknade koju za upotrebu pomorskog dobra plaćaju vlasnici brodica i jahti upisanih u očevidnik brodica, odnosno upisnik jahti (prihod su proračuna županije),
4. naknade od šteta nastalih onečišćenjem pomorskog dobra (prihod su državnog proračuna),
5. sredstva koja se osiguravaju u proračunu županije i grada/općine, za pomorsko dobro na njihovom području.

## Granica pomorskog dobra
Granicu pomorskog dobra utvrđuje Povjerenstvo za granice Ministarstva mora, turizma, prometa i razvitka, na prijedlog županijskog povjerenstva za granice.
Evidencija o pomorskom dobru vodi se u zemljišnim knjigama pri općinskim sudovima.
Morska obala se proteže od crte srednjih viših visokih voda mora i obuhvaća pojas kopna koji je ograničen crtom do koje dopiru najveći valovi za vrijeme nevremena kao i onaj dio kopna koji po svojoj prirodi ili namjeni služi korištenju mora za pomorski promet i morski ribolov, te za druge svrhe koje su u vezi s korištenjem mora, a koji je širok najmanje šest metara od crte koja je vodoravno udaljena od crte srednjih viših visokih voda.
Morska obala uključuje i dio kopna nastao nasipavanjem, u dijelu koji služi iskorištavanju mora.
Crtu srednjih viših visokih voda utvrđuje Hrvatski hidrografski institut

## Tko daje i kome se daju Koncesija i Koncesijsko odobrenje
Sve koncesije na pomorskom dobru i koncesijska odobrenja daju se na temelju prava koja na pomorskom dobru ima Republika Hrvatska.
Koncesija za gospodarsko korištenje pomorskog dobra daje se na temelju provedenoga javnog prikupljanja ponuda. 
Koncesija za posebnu upotrebu pomorskog dobra daje se na zahtjev.
Odluku o koncesiji za posebnu upotrebu za objekte državnog značaja donosi Vlada Republike Hrvatske, a odluka o koncesiji za posebnu upotrebu za objekte županijskog značaja donosi županijsko poglavarstvo, a za objekte lokalnog značaja odluku donosi općinsko ili gradsko vijeće.
U nacionalnom parku i posebnom rezervatu koncesiju za gospodarsko korištenje pomorskog dobra može dati samo Vlada Republike Hrvatske, a u ostalim zaštićenim dijelovima prirode koncesiju daje nadležno tijelo (županijsko poglavarstvo), uz prethodnu suglasnost Ministarstva za poslove zaštite prirode.
Pravnoj osobi koja upravlja nacionalnim parkom, strogim ili posebnim rezervatom, može se odlukom Vlade Republike Hrvatske dati posebna upotreba pomorskog dobra

## Koncesija na pomorskom dobru
Za posebnu upotrebu ili gospodarsko korištenje dijela pomorskog dobra može se dati koncesija fizičkim i pravnim osobama. Koncesija na pomorskom dobru može se dati nakon što je utvrđena granica pomorskog dobra i provedena u zemljišnim knjigama.
Koncesija je pravo kojim se dio pomorskog dobra djelomično ili potpuno isključuje iz opće upotrebe i daje na posebnu upotrebu ili gospodarsko korištenje pravnim osobama i fizičkim osobama registriranim za obavljanje obrta. Prava i obveze na temelju koncesije nastaju sklapanjem ugovora o koncesiji.
Koncesija na pomorskom dobru se daje na rok od 5 do 99 godina, ovisno o važnosti gospodarskog korištenja pomorskog dobra te korištenja ili građenja građevina. 
Koncesiju za gospodarsko korištenje pomorskog dobra, te za korištenje ili gradnju građevina od važnosti za županiju daje županijsko poglavarstvo na rok do najviše 20 godina, koncesiju za gospodarsko korištenje pomorskog dobra, koja obuhvaća korištenje ili gradnju građevina od važnosti za Republiku Hrvatsku daje Vlada Republike Hrvatske na rok do 50 godina, koncesiju koja obuhvaća gradnju novih građevina od važnosti za Republiku Hrvatsku, koja zahtijeva velika ulaganja, te se ukupni gospodarski učinci ne mogu ostvariti u roku od 50 godina, Vlada Republike Hrvatske daje na rok od preko 50 godina uz suglasnost Hrvatskoga sabora.
Odluka o koncesiji mora biti utemeljena na nalazu i mišljenju stručnog tijela za ocjenu ponuda kojeg imenuje županijska skupština (za Koncesiju za gospodarsko korištenje pomorskog dobra, te za korištenje ili gradnju građevina od važnosti za županiju) odnosno Vlada Republike Hrvatske (za Koncesiju za gospodarsko korištenje pomorskog dobra, koja obuhvaća korištenje ili gradnju građevina od važnosti za Republiku Hrvatsku) koje utvrđuje je li ponuda za koncesiju:
1. odgovara svim posebnim propisima i gospodarskom značaju pomorskog dobra,
2. usklađena s gospodarskom strategijom, politikom gospodarskog razvitka i strategijom zaštite okoliša i prirode Republike Hrvatske i županije,
3. planirana djelatnost ne umanjuje, ometa ili onemogućuje upotrebu ili korištenje tog odnosno susjednih dijelova pomorskog dobra prema njihovoj namjeni.

Na osnovi odluke o koncesiji davatelj koncesije i ovlaštenik sklapaju ugovor o koncesiji. 
Godišnja naknada koja se plaća za koncesiju na pomorskom dobru određuje se odlukom o koncesiji.

## Prestanak Koncesije
Koncesija prestaje:
1. istekom vremena za koje je dana,
2. odreknućem ovlaštenika koncesije prije isteka vremena određenog u odluci o koncesiji,
3. smrću ovlaštenika koncesije, odnosno prestankom pravne osobe ako nasljednici, odnosno pravni sljednici ne zatraže pravodobno potvrdu koncesije,
4. oduzimanjem koncesije od strane davatelja,
5. sporazumnim raskidom ugovora o koncesiji.

Davatelj koncesije može koncesiju u svako doba opozvati u cijelosti ili djelomično kad to zahtijeva interes Republike Hrvatske koji utvrđuje Hrvatski sabor, a može ju i oduzeti ako ovlaštenik koncesije krši odredbe zakona i ne poštuje ugovor o koncesiji.

## Koncesija i založno pravo
Koncesija se može založiti. Založno pravo na koncesiji stječe se upisom u upisnik koncesija, a prestaje njenim brisanjem. Založno pravo daje založnom vjerovniku pravo da sam koristi koncesiju, ako ispunjava uvjete za ovlaštenika koncesije ili može pravo na koncesiju prenijeti na treću osoba koja ispunjava uvjete za ovlaštenika koncesije, pod uvjetom da dobije suglasnost davatelja koncesije.

## Prijenos Koncesije
Na pomorskom dobru ne može se stjecati pravo vlasništva ni druga stvarna prava po bilo kojoj osnovi.
Koncesija se može prenijeti u cijelosti ili dati dijelom u potkoncesiju u istom opsegu i pod istim uvjetima pod kojima je i dana, uz suglasnost davatelja koncesije.
U slučaju smrti ovlaštenika koncesije, koji je fizička osoba, njegovi nasljednici ako se vođenje obrta se nastavi sukladno propisima o obrtu, te slijednici pravne osobe, u slučaju prestanka ovlaštenika pravne osobe, stupaju na mjesto ovlaštenika koncesije, ali samo pod uvjetom da nasljednici, odnosno pravni slijednici u roku od 6 mjeseci od dana smrti ovlaštenika, odnosno prestanka pravne osobe zatraže davatelja koncesije da potvrdi tu koncesiju.
Ako davatelj koncesije ne potvrdi koncesiju, koncesija se oduzima.

## Upisnici Koncesije
Koncesije se upisuju u upisnike koncesija. 
Upisnici koncesija jesu javne knjige, vode se u pisanom obliku, a mogu se voditi i u elektroničkom obliku. Upisnik koncesija za koncesije koje daje Vlada Republike Hrvatske vodi Ministarstvo mora, turizma, prometa i razvitka, a za koncesije koje daje županijsko poglavarstvo upisnik vodi nadležno upravno tijelo u županiji.

## Koncesijsko odobrenje
Za obavljanje djelatnosti na pomorskom dobru koja ne isključuje niti ograničava opću upotrebu pomorskog dobra, pravnim i fizičkim osobama daje se koncesijsko odobrenje. 
Pravnim osobama i fizičkim osobama koje su registrirane za obavljanje obrta može se dati koncesijsko odobrenje za obavljanje djelatnosti na pomorskom dobru koje ne isključuje niti ograničuje opću upotrebu pomorskog dobra. Koncesijsko odobrenje daje se na zahtjev na rok do najviše 5 godina, a izdaje ga Vijeće za dodjelu koncesijskih odobrenja.
Koncesijsko odobrenje daje se za obavljanje djelatnosti na:
1. morskoj obali,
2. unutarnjim morskim vodama i teritorijalnom moru Republike Hrvatske.

## Nadzor nad pomorskim dobrom
Upravni nadzor nad provedbom odredaba Zakona i nad pomorskim dobrom i morskim lukama provode ovlašteni državni službenici Ministarstva nadležnog za poslove pomorstva i ureda državne uprave u županiji.
Inspekcijski nadzor nad provedbom odredaba Zakona i drugih podzakonskih akata te nad pomorskim dobrom i morskim lukama obavljaju inspektori pomorskog dobra Ministarstva nadležnog za poslove pomorstva, inspektori lučke kapetanije, a i ovlašteni državni službenici Mnistarstva nadležnog za poslove pomorstva mogu obavljati poslove inspekcijskog nadzora.
Poslovi inspekcije pomorskog dobra obuhvaćaju:
– nadzor nad stanjem objekata na pomorskom dobru,
– nadzor nad održavanjem reda u luci,
– nadzor nad korištenjem, upotrebom i gradnjom na pomorskom dobru, u pogledu udovoljavanja uvjetima iz odluke i ugovora o dodjeli koncesije,
– nadzor nad obavljanjem djelatnosti na pomorskom dobru, u pogledu udovoljavanja uvjetima iz odluke i ugovora o dodjeli koncesije,
– nadzor nad općom upotrebom pomorskog dobra.
O obavljenom inspekcijskom nadzoru inspektor je dužan sastaviti zapisnik.

## Uloga Republike Hrvatske
Republika Hrvatska može poduzimati sve radnje radi zaštite pomorskog dobra, kao i podnositi tužbe radi utvrđenja pomorskog dobra, naknade štete ili stjecanja bez osnove protiv osoba koje gospodarski koriste ili su koristile pomorsko dobro bez koncesije ili koncesijskog odobrenja i time ostvarile određenu korist ili svojim radnjama uzrokovale štetu.

## Onečišćenje pomorskog dobra
Svatko tko primijeti da je pomorsko dobro onečišćeno dužan je o tome obavijestiti najbližu lučku kapetaniju ili njezinu ispostavu, odnosno nadležnu županiju.
Kad primi obavijest o onečišćenju pomorskog dobra, lučka kapetanija dužna je odmah izvršiti očevid, utvrditi stanje i uzrok onečišćenja i, ako je moguće, visinu nastale štete. 
Nastalu štetu treba utvrditi, ako je moguće, u nazočnosti počinitelja onečišćenja, a po potrebi i u nazočnosti vještaka i svjedoka. 
O obavljenom očevidu sastavlja se zapisnik.
Lučka kapetanija dužna je o onečišćenju mora izvijestiti nadležno tijelo županije radi poduzimanja odgovarajućih mjera za odstranjivanje štetnih tvari s pomorskog dobra.
Po Zakonu o pomorskom dobru i morskim lukama, NN 158/03,100/04, 141/06.

## Vanjske poveznice
- Ministarstvo mora, turizma, prometa i razvitka  Arhivirana inačica izvorne stranice od 2. ožujka 2007. (Wayback Machine)
- GONG  Arhivirana inačica izvorne stranice od 27. rujna 2007. (Wayback Machine)
- Upravni odjel za pomorstvo, promet i veze Primorsko-goranske županije  Arhivirana inačica izvorne stranice od 27. rujna 2007. (Wayback Machine)
- «Pomorsko dobro» autori: Marijan Bitanga, Boris Fantulin, Nina Perko  Arhivirana inačica izvorne stranice od 23. veljače 2007. (Wayback Machine)
- [neaktivna poveznica]
- Hrvatski hidrografski institut
- Pomorsko je dobro